# 池田村 (山梨県)
池田村（いけだむら）は山梨県中巨摩郡にあった村。現在の甲府市中心部の西方、荒川右岸、貢川左岸にあたる。

## 地理
- 河川：荒川、貢川

## 歴史
- 1875年（明治8年）1月 - 巨摩郡荒川村・中村・金竹村・長松寺村・金竹新田・下飯田村が合併して池田村となる。
- 1878年（明治11年）7月22日 - 郡区町村編制法の施行により、池田村が中巨摩郡の所属となる。
- 1889年（明治22年）7月1日 - 町村制の施行により、池田村が単独で自治体を形成。
- 1949年（昭和24年）12月1日 - 甲府市に編入。同日池田村廃止。

## 交通

### 鉄道路線
村域を日本国有鉄道中央本線が通過したが、駅は所在しなかった。